# وکس لوکس
وکس لوکس (انگلیسی: Vox Lux) یک فیلم به کارگردانی بردی کوربت است که در سال ۲۰۱۸ منتشر شد.